# 湯姆·布雷克

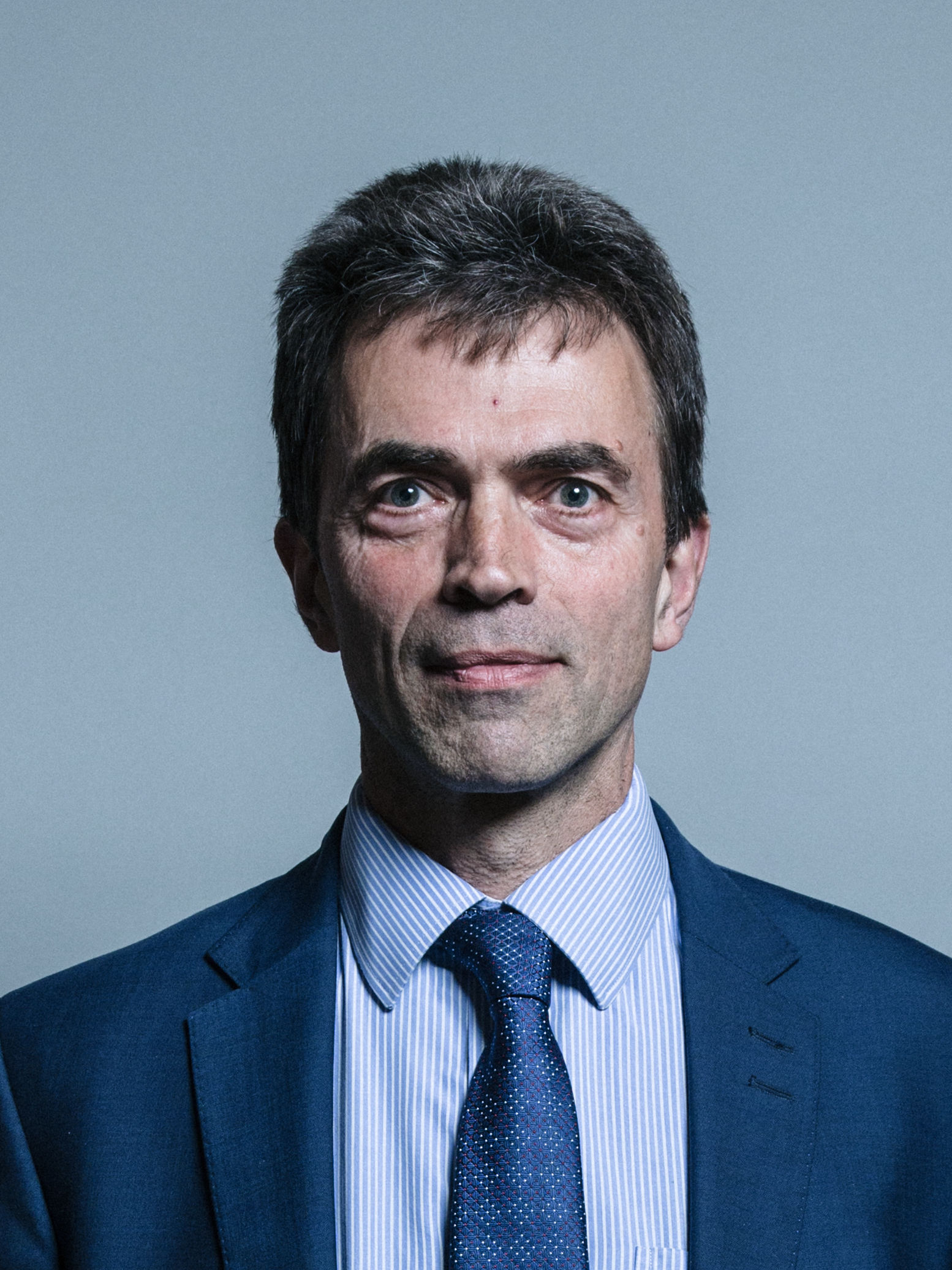

湯姆·布雷克（Tom Brake，1962年5月6日—）是一位英格蘭政治人物，他的黨籍是自由民主黨。他在1997年至2019年，擔任卡蘇頓和沃靈頓選區選出的英國下議院議員，於2012年至2015年任下議院副領袖、亦曾任自由民主黨前座議員團隊的外交事務發言人、黨鞭長及影子下議院領袖。他已婚並育有兩個孩子。